# Űrszonda

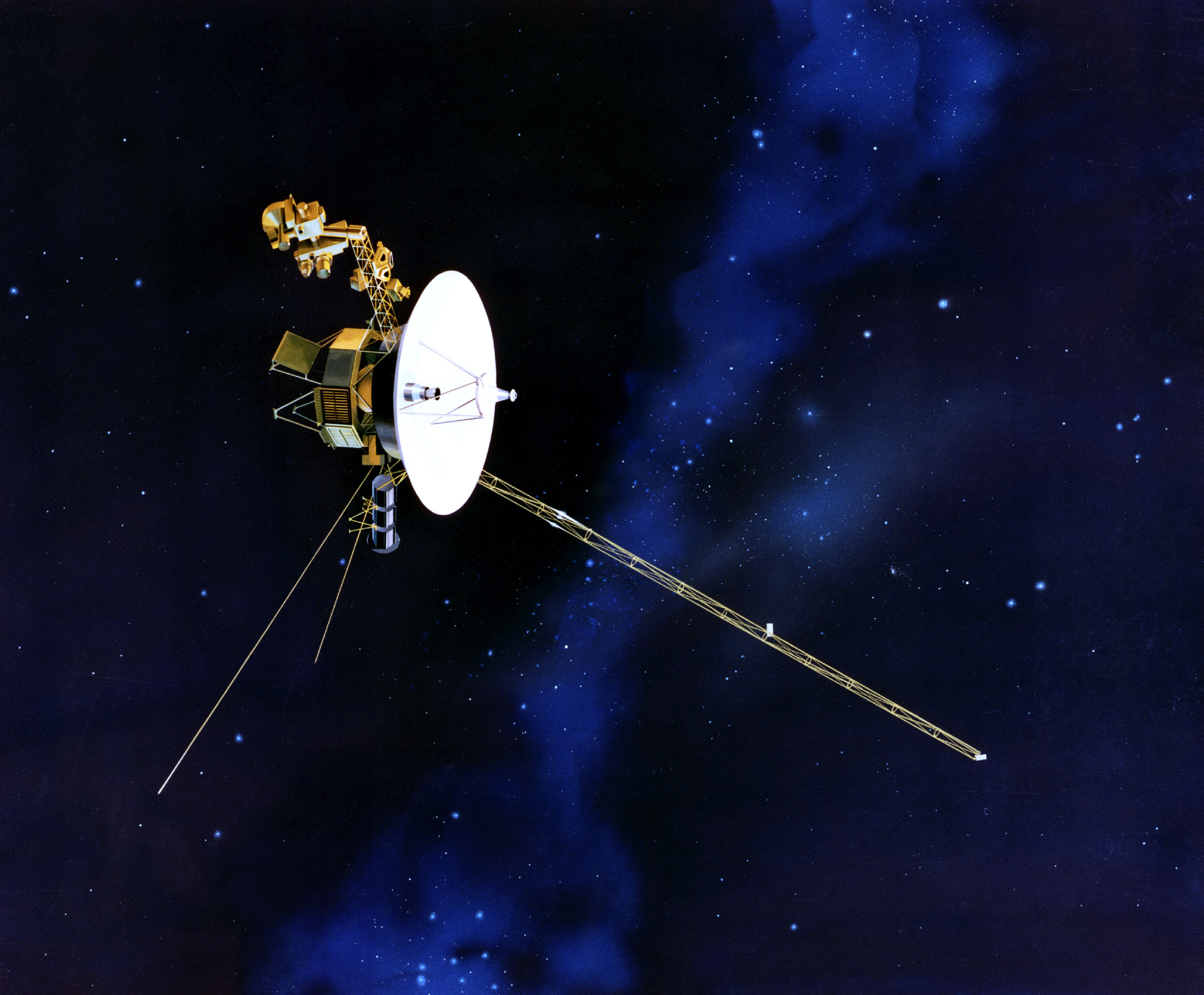
A Voyager–1 és a Voyager-2 űrszondák

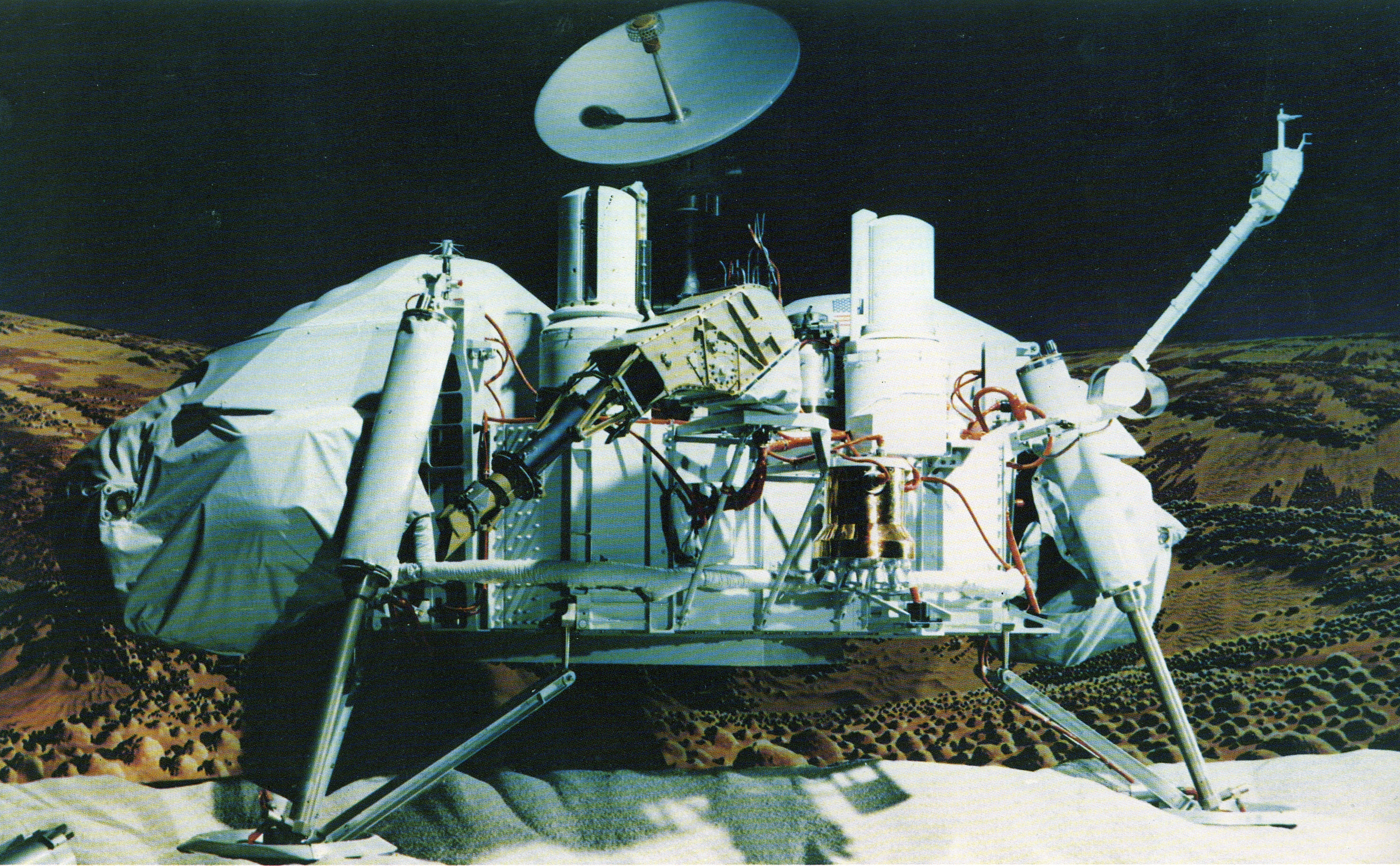
A Viking űrszondák leszállóegysége

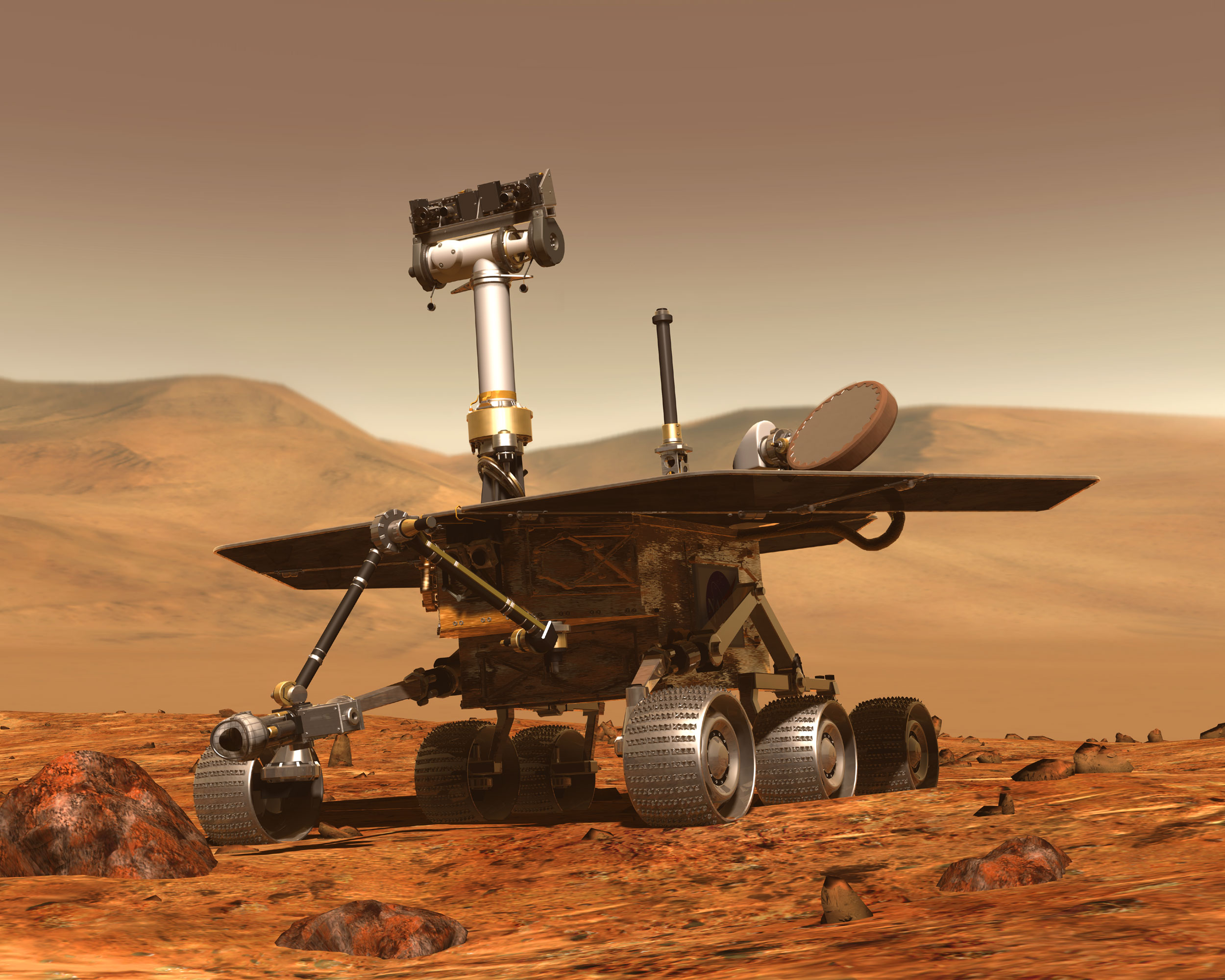
A Mars Exploration Rover marsjáró (Spirit, Opportunity)

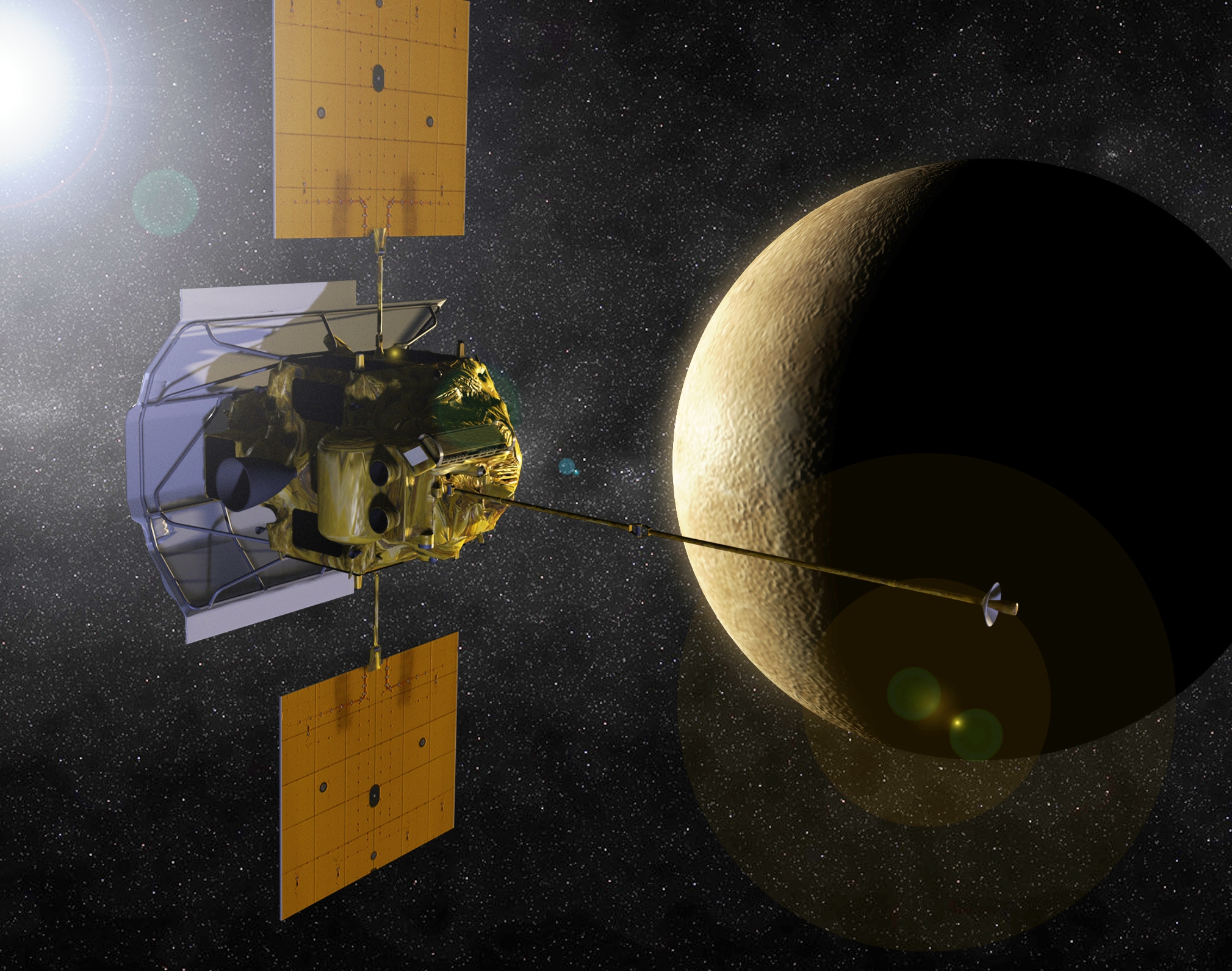
A MESSENGER űrszonda a Merkúrnál egy művész-grafikán

Az űrszondák olyan személyzet nélküli űreszközök, melyek a második kozmikus sebességet elérve elhagyják a Föld vonzáskörét. Főleg Naprendszer-kutatási célokat szolgálnak. Eddig minden bolygót meglátogatott legalább egy űrszonda.
Az amerikai űrszondákat a kaliforniai Jet Propulsion Laboratory (JPL) irányítja a NASA részére, az európaiakat az Európai Repülésirányító Központ (ESOC), amely az ESA irányítóközpontja.

## Az űrszondák típusai
- Elrepülő szonda: Mariner–10, Pioneer–10, Pioneer–11, Voyager–1,–2;
- Keringő egység (orbiter): Mars Odyssey, SMART–1, Mars Express; Mars Reconnaissance Orbiter; Csang-o–1;Kaguja; Csandrajáan–1; Galileo; Cassini;
- Leszállóegység (lander): Viking, Mars Pathfinder, Mars Polar Lander, Beagle 2, Huygens; Phoenix;,
- Becsapódó egység, penetrátor: Deep Space–2;
- Légköri szonda: Pioneer Venus Multiprobe, Galileo légköri szonda;
- Mozgó robot, jármű (rover): Lunohod–1, Lunohod–2, Sojourner, Mars Exploration Rover, ExoMars; Mars Science Laboratory;

## Fedélzeti műszerek
- kamera – felvételeket készít a célégitestről, melyek alapján meg lehet határozni a felszíni formákat, a forgási periódust, a légkör dinamikáját stb.;
- robotkar – ásást végez a célégitest felszínén, melynek alapján meg lehet határozni a talaj mechanikai tulajdonságait, felszíni kőzeteket, a talaj szemcseméretét;
- spektrométer, fotométer – az atmoszféra jellemzőit vizsgálja (összetétel, gyakoriság, eloszlás);
- infravörös radiométer – a hőmérsékletet határozza meg (felszín, légkör, felhők stb.);
- magnetométer – a magnetoszféra kimutatása, vizsgálata;
- pordetektor – a mikrometeoroidokat és a bolygóközi térben lévő porrészecskéket vizsgálja;
- radar – a felszín domborzatát, vagy a felszín alatti rétegeket vizsgálja;
- szeizmométer – a célégitest tektonikus tevékenységét figyeli.